# Serinus nigriceps
Serinus nigriceps là một loài chim trong họ Fringillidae.